# 大倉元
大倉 元（おおくら げん、1939年 - ）は、日本の詩人。

## 来歴
徳島県西祖谷山村（現三好市）生まれ。
大倉元は2008年に第一詩集『石を蹴る』を出版、収録の詩「石を蹴る」は2007年の滋賀県芸術文化祭の現代詩の部芸術文化祭賞を受賞、同じく詩「おつる」は同年の第二十二回国民文化祭（とくしま2007）の現代詩で入選した。また第二詩集『祖谷』収録の詩「思い出の家」（「旅人」を改題。）は国民文化祭かながわ旅の詩人賞を受賞した。
大倉元には作詞集もあり、作詞「五十年前のラブレター」は2006年滋賀県芸術文化祭作詞の部特選も受賞している。
日本詩人クラブ会員。関西詩人協会会員。近江詩人会会員。詩誌「風鐸」「ふーが」同人。

### 作詞集
- 『もじゃこ』（1971年、私家版）
- 『五十年前のラブレター』（2008年、ウーマンライフ新聞社）

### 詩集
- 『石を蹴る』（2008年、澪標）
- 『祖谷（いや）』（2010年、同上）